# Chikorita
Chikorita (japanski: チコリータ Chikorīta) jedan je od 1025 fiktivnih vrsta Pokémona iz medijske franšize Pokémon, skupa Pokémon videoigara, animiranih serija, manga stripova, knjiga, igraćih karata i drugih medija kojima je tvorac Satoshi Tajiri. Svrha je Chikorite u videoigrama, animiranoj seriji i manga stripovima, kao i svrha ostalih Pokémona, borba s divljim Pokémonima – neukroćenim stvorenjima koje igrači i likovi pronalaze dok kreću na razne avanture – i pripitomljenim Pokémonima drugih Pokémon trenera.

## Etimologijaimena
Chikoritino je ime vjerojatno alternativni način pisanja trave cikorija (chicory), sa sufiksom -ita, što označava njenu malu veličinu.

## Pokédex podaci
- Pokémon Gold: Sladak miris nježno struji oko lista na glavi ovog Pokémona. Umiljat je i obožava upijati sunčeve zrake.
- Pokémon Silver: Listovi nježnog aromatičnog mirisa omogućuju ovom Pokémonu da provjerava vlažnost i temperaturu okoline.
- Pokémon Crystal: Obožava kupati se u sunčevoj svjetlosti. Ovaj Pokémon koristi list na svojoj glavi kako bi pronašao topla mjesta.
- Pokémon Ruby/Sapphire: Tijekom borbe, ovaj Pokémon zamahuje svojim listom kako bi protivnika zadržao na sigurnoj udaljenosti. Ipak, oko lista struji ugodan miris koji smiruje Pokémone koji sudjeluju u borbi, stvarajući pritom ugodnu, prijateljsku atmosferu.
- Pokémon Emerald: Tijekom borbe, ovaj Pokémon zamahuje svojim listom kako bi protivnika zadržao na sigurnoj udaljenosti. Ipak, oko lista struji ugodan miris koji smiruje Pokémone koji sudjeluju u borbi, stvarajući pritom ugodnu, prijateljsku atmosferu.
- Pokémon FireRed: Listovi nježnog aromatičnog mirisa imaju sposobnost očitavanja vlažnosti i temperature okoline.
- Pokémon LeafGreen: Sladak miris nježno struji oko lista na glavi ovog Pokémona. Umiljat je i obožava upijati sunčeve zrake.
- Pokémon Diamond/Pearl: Ovaj Pokémon koristi list na vrhu glave kako bi odredio temperaturu okoline i vlažnost. Obožava se kupati u sunčevoj svjetlosti.

## U videoigrama
U igrama Pokémon Gold i Silver te Pokémon Crystal, Chikorita je jedan od početnih Pokémona, tj. jedan od Pokémona s kojim igrač započinje igru. Poké lopta koja sadržava Chikoritu (jedinu u čitavoj igri) nalazi se u laboratoriju profesora Elma u gradu New Bark. Ako igrač odabere Chikoritu, njegov će protivnik ukrasti Cyndaquila. Chikorita će biti na 5. razini, što je slučaj s gotovo svim početnim Pokémonima
U igrama HeartGold i SoulSilver, Chikoritu je moguće pronaći (kao u igrama Pokémon Gold i Silver) unutar laboratorija profesora Elma, kao jednog od ponuđenih početnih Pokémona.
Chikorita je smatrana težim izborom početnog Pokémona, zbog činjenice da prvi, drugi i sedmi Vođa dvorane koriste Pokémone čiji su tipovi u prednosti nad Chikoritinim Travnatim tipom, a Normalni, Duh i Borbeni tipovi Pokémona u trećoj, četvrtoj i petoj dvorani primaju nisu slabi na Travnate napade.
U Pokémon Emerald videoigri, Prof. Birch dopušta igraču da bira između Cyndaquila, Totodilea i Chikorite nakon popunjavanja Hoenn Pokédexa. U Pokémon XD: Gale of Dakness, pobijedivši Mt. Battle, profesor dopušta igraču da izabere Chikoritu s tehnikom Mahnite biljke (Frenzy Plant).

## Tehnike
| Prirodne tehnike             | Prirodne tehnike | Prirodne tehnike |
| ---------------------------- | ---------------- | ---------------- |
| Tehnika                      | Vrsta tehnike    | Razina           |
| Obaranje (Tackle)            | Normalni         |                  |
| Režanje (Growl)              | Normalni         |                  |
| Oštrica lista (Razor Leaf)   | Travnati         | 6                |
| Otrovni prah (PoisonPowder)  | Otrovni          | 8                |
| Sinteza (Synthesis)          | Travnati         | 12               |
| Odbijanje (Reflect)          | Psihički         | 17               |
| Čarobni list (Magical Leaf)  | Travnati         | 20               |
| Dar prirode (Natural Gift)   | Normalni         | 23               |
| Slatki miris (Sweet Scent)   | Normalni         | 28               |
| Lagani zaslon (Light Screen) | Psihički         | 31               |
| Tresak tijelom (Body Slam)   | Normalni         | 34               |
| Tjelesni čuvar (Safeguard)   | Normalni         | 39               |
| Aromaterapija (Aromatherapy) | Travnati         | 42               |
| Sunčeva zraka (SolarBeam)    | Travnati         | 45               |

## Statistike
| HP:      | 45 |  |
| Attack:  | 49 |  |
| Defense: | 65 |  |
| SpAtk:   | 49 |  |
| SpDef:   | 65 |  |
| Speed:   | 45 |  |

Statistika Special korištena je samo tijekom prve generacije; kasnije je podijeljenja na Special Attack i Special Defense statistike.

## U animiranoj seriji
U Pokémon animiranoj seriji, Ash Ketchum uhvati Chikoritu u ranijim epizodama svojih Johto avantura, nakon što je spasi od iznenadne snježne oluje. Chikoritin spol nije izričito napomenut, iako serija podrazumijeva da je Chikorita ženka jer je zatreskana u Asha. Chikorita je veoma nježna i odana, i često Pikachua gleda kao protivnika za Ashovom naklonošću. Možda se baš zbog te naklonosti Chikorita razvija u Bayleef kada se Ash nađe u smrtnoj opasnosti. Iako većina Chikorita ne zna koristiti Šibanje viticom (Vine Whip), bio je to potpisni napad Ashove Chikorite.
Casey i Jackson treneri su koji imaju (ili su imali) Chikoritu kao svoga početnog Pokémona.
Jackson je spomenuo da je nekada imao Chikoritu, ali je ona otada evoluirala u Meganiuma. Caseyjina Chikorita, kao i sama Casey, veoma je naklonjena Electabuzz bejzbolskom timu. Liječenje velikog jaza u vezi između Casey i Chikorite (u kojoj je Casey Chikoritu dovela do ruba iscrpljenosti u natjecanju na Buba Pokémone) bilo je njeno razvijanje u Bayleef. Kasnije se razvila u Meganiuma u Caseyjinu posljednjem pojavljivanju u Pokémon animiranoj seriji.